# 新西蘭鶇鶲
新西蘭鶇鶲（Turnagra capensis）是紐西蘭的一種雀。

## 科學分類
新西蘭鶇鶲已知有兩個亞種，包括南島指名的T. c. capensis，及斯蒂芬島較細小的T. c. minor。有指T. c. minor是在島內獨自演化的亞種，但牠們適於飛行及斯蒂芬島與大陸相近的距離，令人很難相信此說法。不過，於1894年斯蒂芬島上就有過百隻鳥類，而T. c. minor似乎並不怎麼活躍，很少在岸邊出沒。
一直以來，新西蘭鶇鶲都被認為與北島的北岛鸫鹟（Turnagra tanagra）是同一物種，但後來確實牠們是不同的物種。

## 特徵
新西蘭鶇鶲的體型中等，主要呈橄欖褐色，翼上及尾巴呈紅褐色，胸部有斑點。牠們是紐西蘭其中一種悅耳的鳴禽。牠們是雜食性的，相對地不怕人類。

## 滅絕
新西蘭鶇鶲在紐西蘭南島曾經很普遍，直至1863年牠們就開始衰落。到了1880年代，牠們的數量大幅下降，主要原因是受到貓及大家鼠的掠食，並受到棲息地破壞的影響。1888年牠們在紐西蘭已很稀有，1905年已接近滅絕。另外，亦有多次未確認的觀察報告。
新西蘭鶇鶲的斯蒂芬島亞種T. c. minor亦於1897年滅絕，同樣是受到野貓的掠食所致。最後的標本是於1897年採集的，到了1898年就已沒有再見到牠們。現時只有12個標本，分別存放在德累斯頓國家博物館、倫敦的自然歷史博物館、利物浦世界博物館、多倫多的安大略省皇家博物館、匹茲堡的卡內基博物館及不萊梅的海外博物館。

## 外部連結
- 新西蘭鶇鶲的立體圖
- New Zealand ecology: Extinct birds - TerraNature article （页面存档备份，存于）